# Ольгово (Городокский район)
Ольгово — деревня в Городокском районе Витебской области Беларуси. Входит в состав Межанского сельсовета.
Находится примерно в 1 км к югу от более крупной деревни Степановичи.

## Население
- 1999 год — 17 человек
- 2010 год — 9 человек[3]
- 2019 год — 2 человека[1]